# الأوكرانيون في بيلاروس
يشكِّل الأوكرانيون في بيلاروس إحدى أكبر الأقليات الإثنية في البلاد. فقد بلغ عددهم نحو 158,723 نسمة، أي ما يعادل 1.7% من مجموع سكان بيلاروس حسب تعداد عام 2009. تركز ثقلهم الأكبر في مقاطعة بريست، حيث يُشكِّلون نسبة 2.9% من السكان. وقد سُجِّلت أعلى نسب للأوكرانيين في مناطق كامينيتس وبريست وكوبراين وجابينكا.

## التاريخ
غالبًا ما اعتبر الأوكرانيين المقيمين على أراضي دولة بيلاروس الحديثة جماعة منفصلة. غير أنّ التقارب الثقافي وأوجه الشبه بين البيلاروسيين والأوكرانيين جعل من وضع حدود إثنية بينهما أمرًا عسيرًا.
ينحدر أكثرية الأوكران المقيمين في بيلاروس اليوم من نسل المهاجرين الذين جاءوا إليها من أوكرانيا، وهو أمرٌ طبيعي نظرًا لأن بيلاروس وأوكرانيا ظلَّتا جزءًا من كيانٍ سياسيٍّ واحد على مدار قرون مديدة. بل من المعلوم أيضًا أن كثيرًا من القوزاق الزاباروجيين استقروا في منطقة الدنيبر خلال القرن السابع عشر. وقعت آخر موجة هجرة كبيرة من أوكرانيا إلى بيلاروس إبَّان العهد السوفيتي. ولسنوات طويلة، لم تفرِّق الوثائق الرسمية بين البيلاروسيين والأوكرانيين. وعُرِّف الشعبين في العادة على أساس انتمائهم الديني المشترك (الكنيسة الأرثوذكسية الشرقية وكنيسة الروم الكاثوليك) وتحت مسمّيات شائعة مثل الروثينيين، أو التوتيشي (أي المحليين)، أو البوليشوك.

## الوضع الراهن
لا يواجه الأوكران في بيلاروس تمييزًا كبيرًا، خلافًا لأقليات أخرى مثل الغجر (الروما) واليهود. ويوجد في الحكومة عدّة شخصيات من أصول أوكرانيّة، ومن ضمنهم الرئيس ألكسندر لوكاشينكو نفسه. هذا وقد نشأت بين صفوفهم عدد من الهيئات والمنظمات التي تُعنى بشؤونهم، مثل البيت الأوكراني وبريست بروسفيتا، وجلّها موجود في مقاطعة بريست، المعروفة بالأوكرانية باسم بيريستيشتشينا.

### التعداد

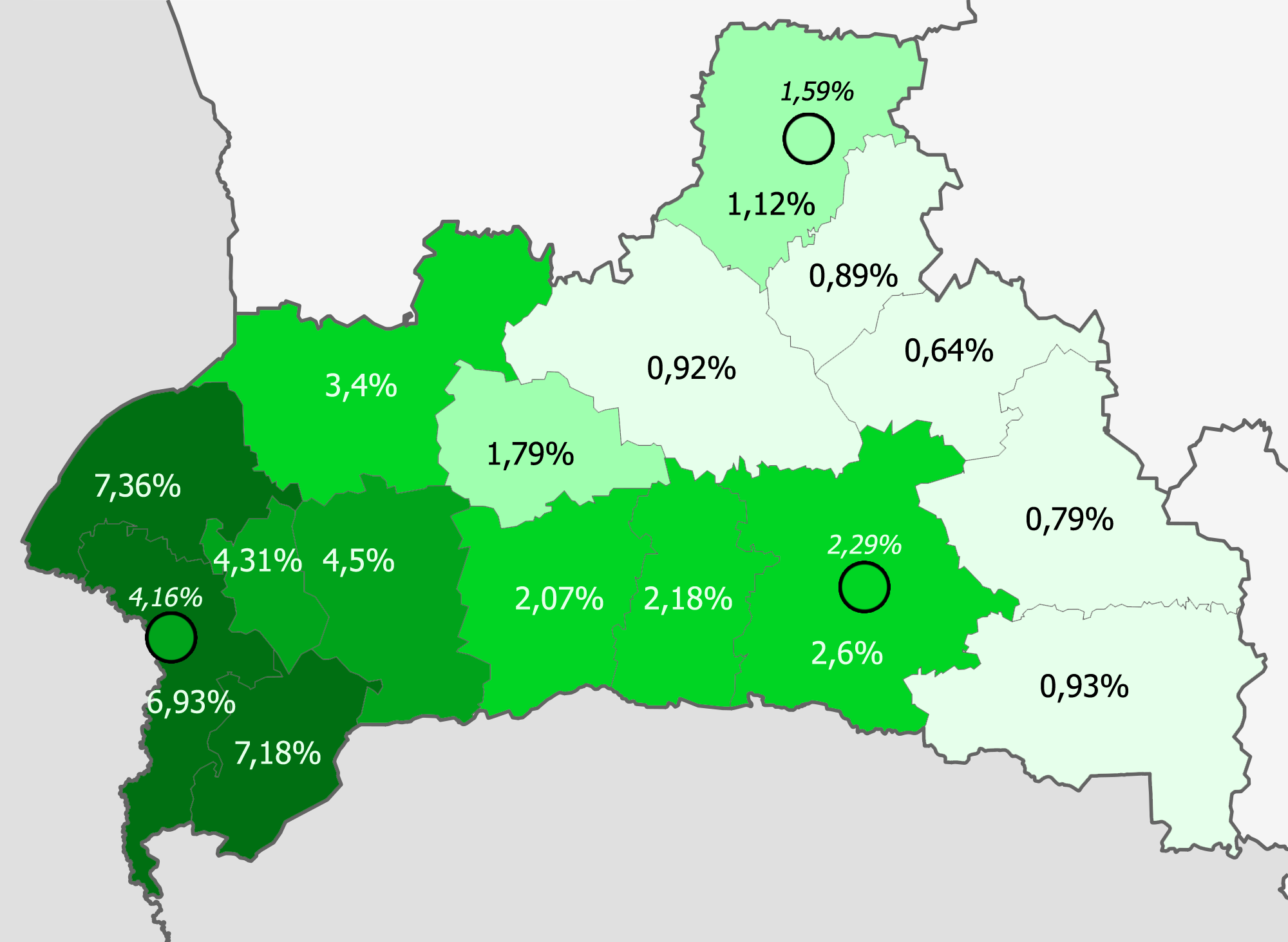
نسبة السكان الأوكرانيين حسب المنطقة في مقاطعة بريست وفق تعداد عام 2009

بلغ عدد الأوكرانيين في بيلاروس 158,723 نسمة، أي ما يعادل 1.7% من إجمالي عدد السكان حسب ما جاء في تعداد عام 2009. يتركز معظمهم في جنوبي بيلاروس، ولا سيما في بريست، وإن وجدت تجمعات معتبرة في سائر المقاطعات الأخرى. أما أدنى نسبة للأوكرانيين فكانت في مقاطعة فيتسبك حيث لم تتعدى نسبتهم 1.18% من السكان.
كان الأوكرانيون يشكّلون نسبة كبيرة من سكان بيلاروس. فقد جاء في تعداد عام 1897 أن عدد الأوكران في محافظة غرودنو بلغ 362,800 نسمة، أي ما نسبته 22.9% من السكان آنذاك. وشكَّل الأوكرانيون الغالبية الساحقة في مقاطعتي كوبراينسكي (بنسبة 79.6%) وبريستسكي (بنسبة 64.4%).
| المقاطعة      | عدد الأوكرانيون | النسبة |
| ------------- | --------------- | ------ |
| بريست         | 40,046          | 2.86%  |
| غومل          | 30,920          | 2.15%  |
| غردونه        | 14,983          | 1.40%  |
| مينسك         | 17,745          | 1.25%  |
| مينسك (مدينة) | 27,362          | 1.49%  |
| موغيليوف      | 13,110          | 1.19%  |
| فيتسبك        | 14,557          | 1.18%  |
| المجموع       | 158,723         | 1.67%  |

### اللغة
أظهر تعداد عام 2009 أن كثيرًا من الأوكرانيين في بيلاروس لا يزالون يتحدثون اللغة الأوكرانية، خلافًا لأقليات أخرى مثل تتار الليبكا. فقد بلغت نسبة من تحدثوا الأوكرانية في حياتهم اليومية 29.2% من إجمالي الأوكران البيلاروس. غير أنَّ نزعة الترويس قد أخذت في التنامي في صفوفهم، حيث يستعمل 61.2% منهم اللغة الروسية. أما اللغة البيلاروسية، فما أقبل عليها إلّا قلّة، إذ لم تتعدّى نسبة متحدثيها 7.9% من مجموع الأوكران في البلاد.
| المقاطعة      | البيلاروسية | الروسية | الأوكرانية | أخرى/لا بيانات |
| ------------- | ----------- | ------- | ---------- | -------------- |
| بريست         | 7.9%        | 51.5%   | 39.3%      | 1.3%           |
| غومل          | 9.1%        | 62.5%   | 26.7%      | 1.7%           |
| غردونه        | 11.2%       | 64.0%   | 23.4%      | 1.4%           |
| مينسك         | 8.8%        | 60.8%   | 28.7%      | 1.7%           |
| مينسك (مدينة) | 5.4%        | 67.9%   | 23.8%      | 2.9%           |
| موغيليوف      | 7.5%        | 65.0%   | 26.2%      | 1.3%           |
| فيتسبك        | 5.8%        | 66.7%   | 26.5%      | 1.0%           |
| المجموع       | 7.9%        | 61.2%   | 29.2%      | 1.7%           |